# Casa Leoni
Casa Leoni (lub Casa Leone), znany też jako Palazzo Manoel – pałac w Santa Venera na Malcie, który został zbudowany w roku 1730, jako letnia rezydencja Wielkiego Mistrza Antonio Manoela de Vilheny. Był następnie używany do różnych celów, włączając w to bazę dowództwa powstańców, rezydencję Gubernatorów Malty, magazyn muzealny oraz szkołę. Aktualnie mieści Ministerstwo Zrównoważonego Rozwoju, Zmian Środowiska i Klimatu.

## Historia
Pałac Casa Leoni został zbudowany w roku 1730 jako letnia rezydencja Wielkiego Mistrza Antonio Manoela de Vilheny i był oryginalnie nazywany Palazzo Manoel. Pałac został zbudowany na terenie Hamrun, lecz w czasach późniejszych teren ten został przyłączony do Santa Venera.

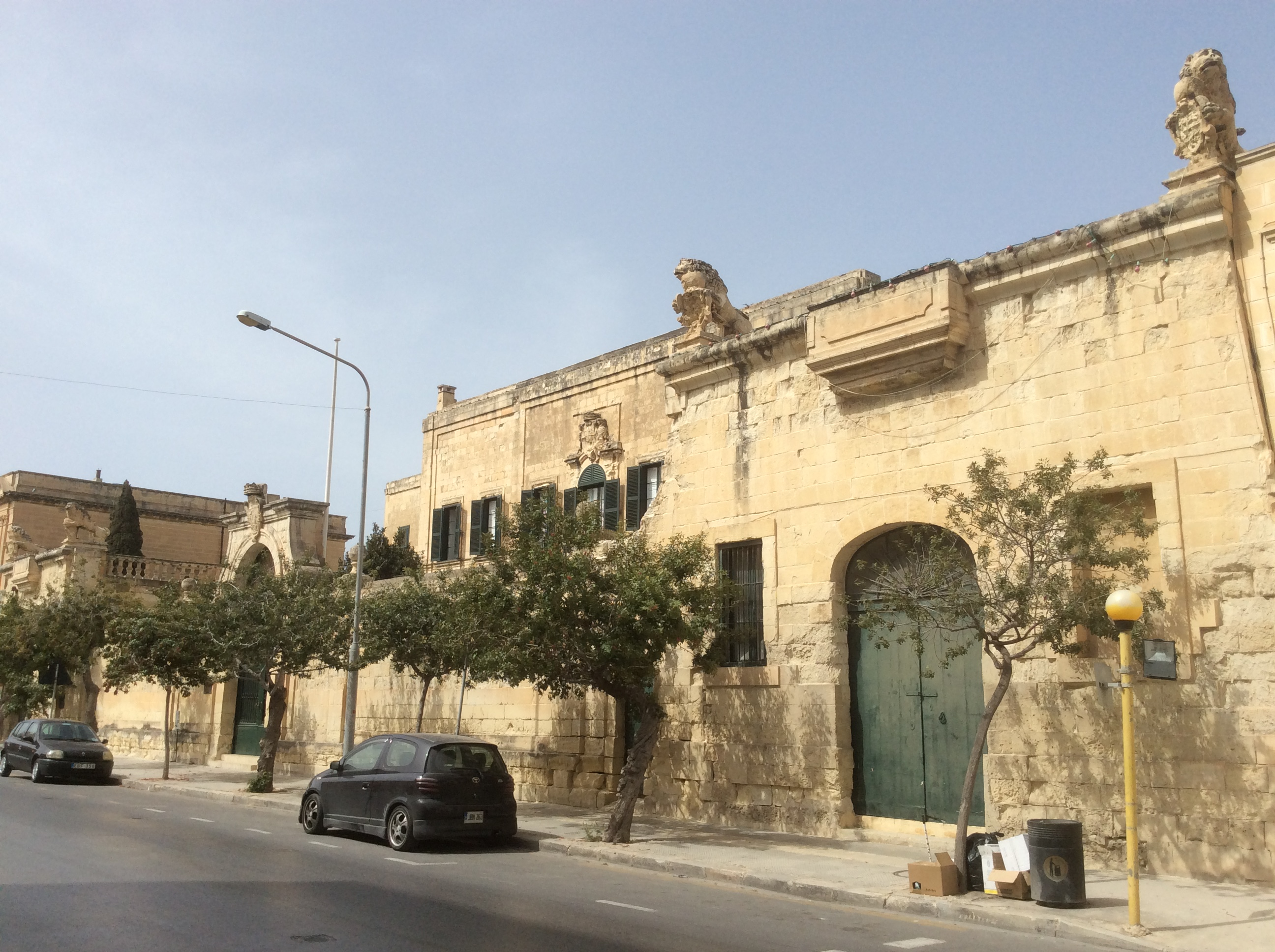
Pełna fasada Casa Leoni

W czasie francuskiej okupacji Malty 1798–1800, Casa Leoni był siedzibą dowództwa powstańców Battaglioni del Congresso Nazionale. Kompania grenadierów, znana jako Granatieri, została utworzona specjalnie w celu ochrony tej siedziby.
Casa Leoni następnie była rezydencją Gubernatorów Malty. Po II wojnie światowej mieścił się tu magazyn Departamentu Muzeów, a następnie, do roku 1968, szkoła podstawowa. Kolejnym użytkownikiem pałacu było Ministerstwo Edukacji i Kultury.
Aktualnie znajduje się tu Ministerstwo Zrównoważonego Rozwoju, Zmian Środowiska i Klimatu.
Budynek znajduje się na Liście Zabytków 1925. Jest narodowym zabytkiem klasy 1, i jest również umieszczony na liście National Inventory of the Cultural Property of the Maltese Islands pod nr 01126.

## Architektura

### Pałac i ogród frontowy

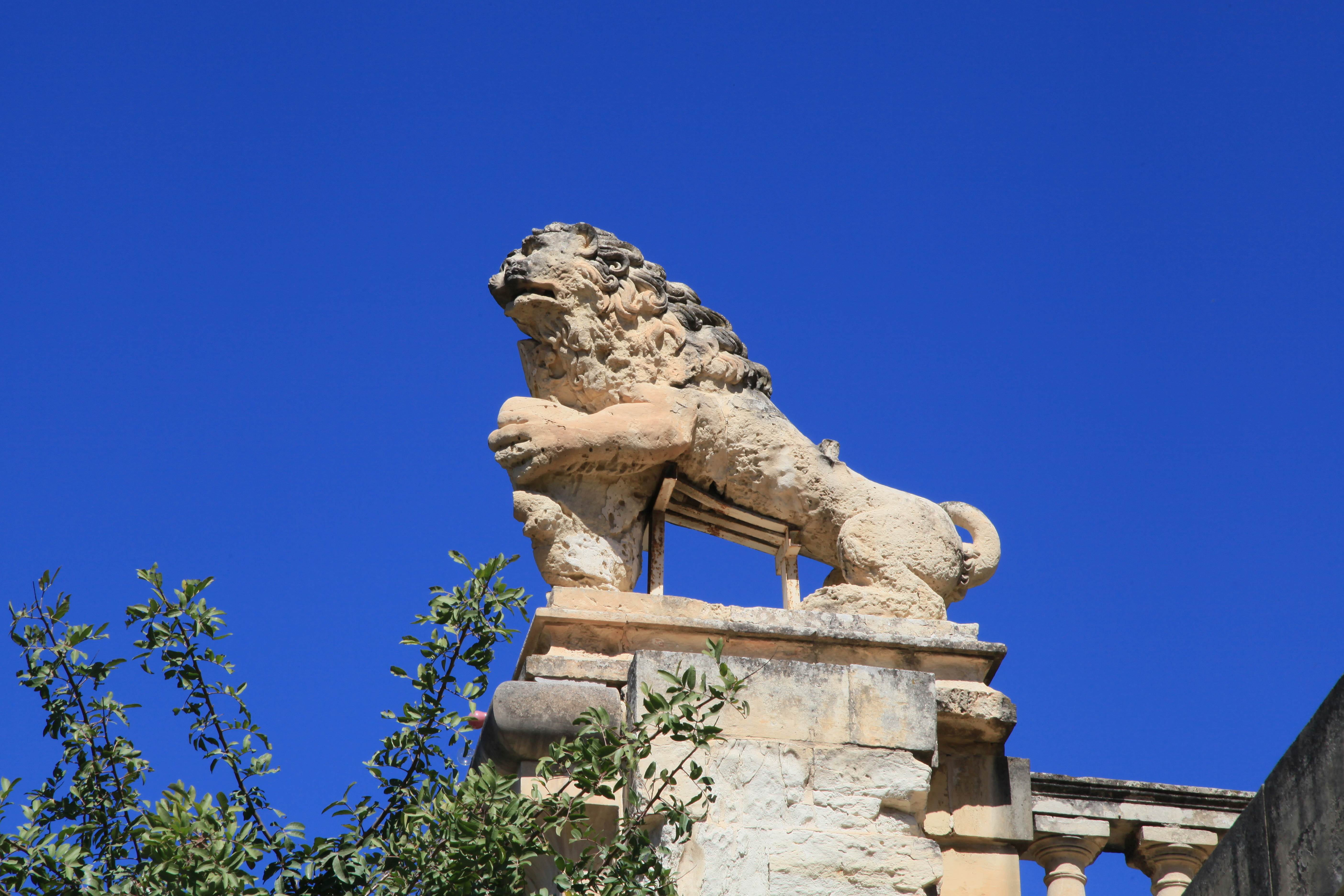
Jedna z czterech rzeźb lwów, od których Casa Leoni bierze swą nazwę

Casa Leoni zbudowany został w stylu barokowym. W środku parterowej części fasady znajduje się wejście, zwieńczone łukiem, z balkonem ponad nim. Wejście i balkon oskrzydlone są kilkoma oknami z drewnianymi żaluzjami z listewek.
Casa Leoni posiada mały frontowy ogród, wejście do niego stanowi ozdobna łukowata brama, zwieńczona herbem Wielkiego Mistrza de Vilheny. Po obu stronach bramy znajdują się dwa pomieszczenia, na szczycie każdego stoją kamienne rzeźbione lwy, dzierżące herb de Vilheny. Nazwa Casa Leoni pochodzi od tych rzeźb.

### Tylny ogród

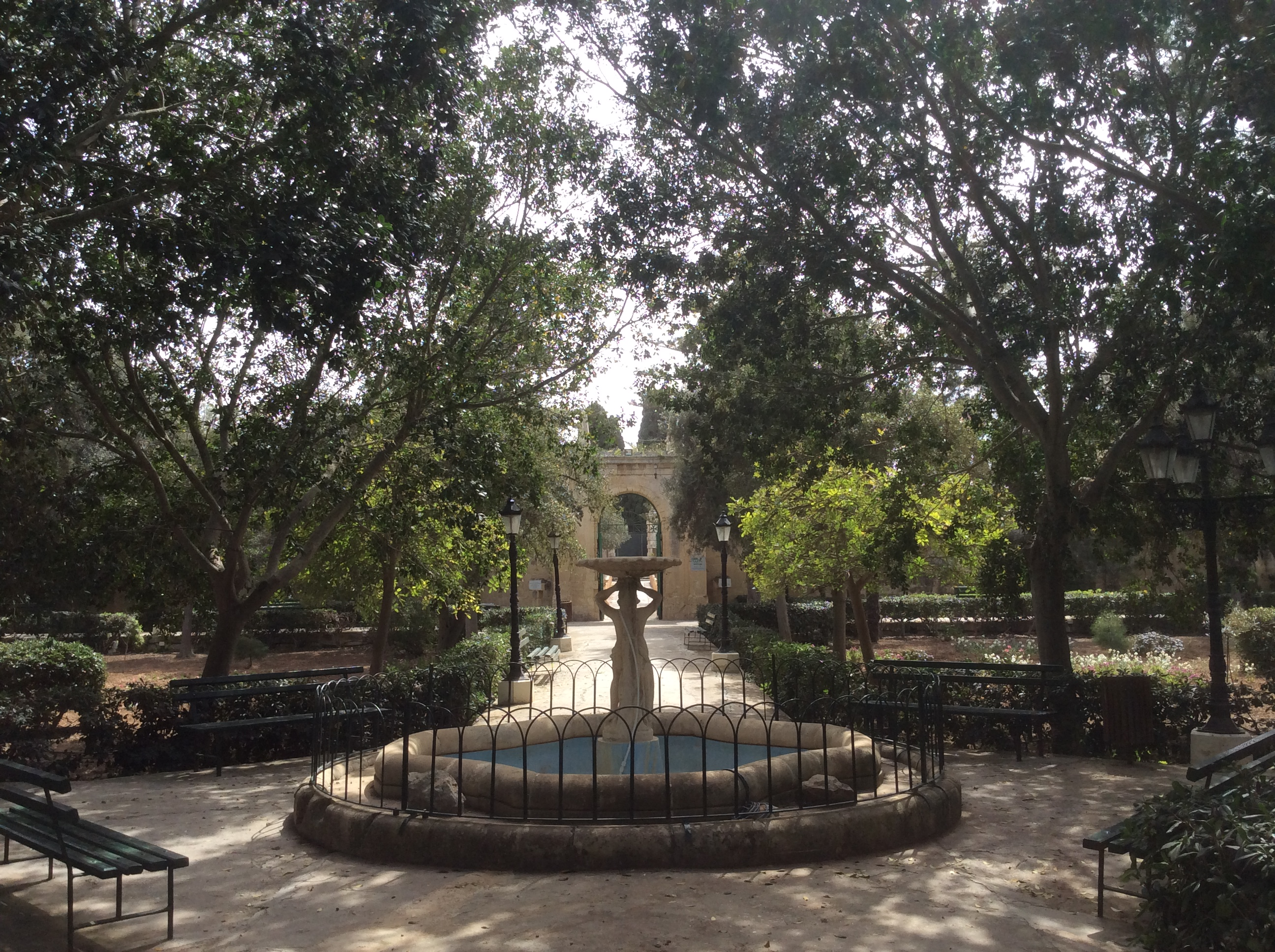
Ogród Romeo Romano

Do pałacu należy również duży tylny ogród, podobny do ogrodu przy Pałacu San Anton, lecz w mniejszej skali. Projekt ogrodu przypisywany jest francuskiemu architektowi Charlesowi François de Mondion. W XIX w., w celu ułatwienia nawadniania ogrodu, zostało tam zainstalowane urządzenie do podnoszenia wody, sienja. Od r. 1977, większa część ogrodu, pod nazwą Romeo Romano Gardens, udostępniona jest do zwiedzania.